# ZADAT
Das Verfahren ZADAT (ZollAnmeldung auf DATenträgern) war eine Verfahrenserleichterung im Bereich des ehemaligen Sammelzollverfahrens (heute: Vereinfachtes Anmeldeverfahren bzw. Anschreibeverfahren).
Laut Zollvorschriften können sich Beteiligte, die mehr als eine Mindestzahl an Einfuhren im Monat haben, ein Sammelzollverfahren bewilligen lassen. Dieses bietet gegenüber dem normalen Einfuhrverfahren einige bürokratische Erleichterungen.
Das ZADAT-Verfahren ermöglichte es dem Beteiligten, eine Gesamtliste aller Einfuhren eines Abrechnungszeitraumes (i. d. R. der Kalendermonat) per ISDN oder Diskette/CD-ROM anstatt auf dem amtlichen Vordruck 0512, wie bei dem Sammelzollverfahren sonst üblich, dem Rechenzentrum der Bundesfinanzverwaltung in Düsseldorf zu übermitteln, das die ZADAT-Anmeldung ausdruckt und an die zuständige Abrechnungszollstelle schickt.
Das Verfahren ZADAT wurde, wie auch andere Verfahren (Vordruck 0512 bzw. Listbild), mit der Einführung von Atlas EGZ obsolet.